# Ivan Tresoldi
Ivan Tresoldi, in arte ivan, (Milano, 12 maggio 1981), è un poeta italiano, artista di strada.

## Biografia

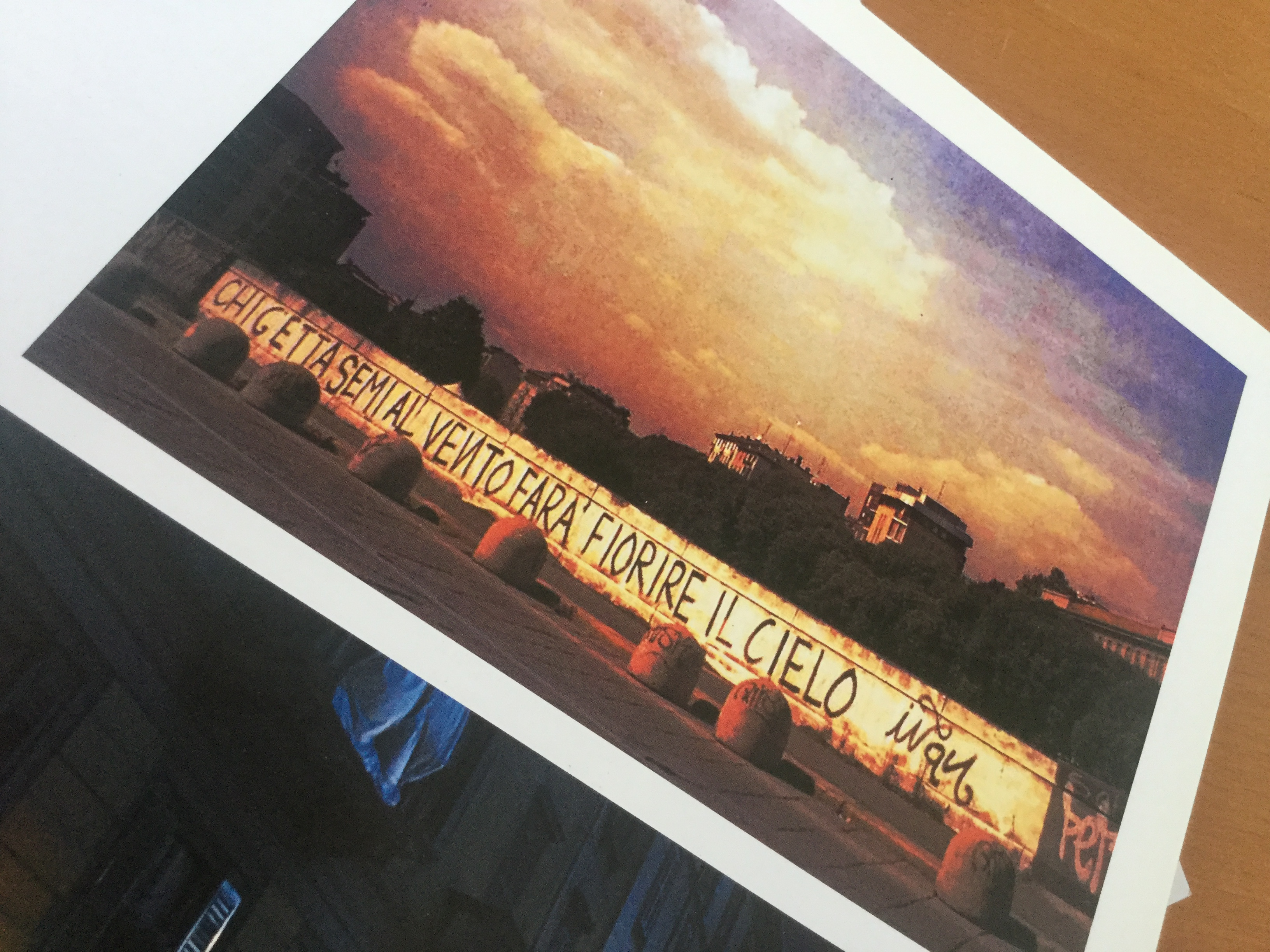
"chi getta semi al vento", Milano - 2003

Il suo nome compare sui muri di Milano dal febbraio del 2002 quando alcuni dei suoi lavori incominciano ad attirare l'attenzione dei giornali e dei cittadini. Inizialmente Ivan è conosciuto per le sue poesie e le sue "scaglie", ossia brevi componimenti poetici dipinti su muri e parapetti della città.
Tra queste quella comparsa sul muro della darsena di Milano:
«chi getta semi al vento farà fiorire il cielo»
Utilizzando una tecnica mista, che lo tiene sospeso tra graffitismo, poesia e arte di strada, riesce ad arrivare ad un pubblico ampio, divenendo il caposcuola e principale riferimento della poesia di strada italiana contemporanea. Dal 2003 ha dipinto oltre trecento interventi di poesia di strada tra Europa, Stati Uniti, Africa e Sud America ed ha esposto in più di duecentosettanta esposizioni personali e collettive, per citarne alcune, tra cui Milano, Firenze, Torino, Roma, Palermo, Venezia, Bologna, Genova in Italia e Stati Uniti, Cuba, Libano, Francia, Germania, Haiti, Francia, Kosovo, Cecoslovacchia, Albania, Spagna, Argentina, Regno Unito, Paesi Bassi e Palestina all'estero. Tra queste, ha co-prodotto e curato la mostra allestita nel 2007 al PAC di Milano Street Art, Sweet Art e l'esposizione Scala Mercalli del 2009 all'Auditorium Parco Della Musica di Roma, a cui hanno partecipato gli artisti più noti della street-art italiana.

Nel luglio del 2008 è invitato al XII Festival internazionale di poesia dell'Avana, mentre, nel giugno 2010, 2011 e 2012, apre e partecipa alle giornate del Festival internazionale di poesia di Genova.. A febbraio 2009 Ivan realizza la sua prima mostra personale nello Spazio Oberdan a Milano, mostra che raccoglie diverse anime della sinistra italiana e porta Filippo Penati e Riccardo De Corato a scontrarsi proprio sulla “questione artistica" del graffitismo. Per la mostra, la casa editrice Skira ha pubblicato il catalogo, ivan, Poesia Viva, che racchiude la sua intera produzione artistica e poetica, i testi introduttivi al catalogo sono firmati da Gino Strada, Caparezza, Armando Cossutta. Nel 2012 è testimonial per la 17ª edizione del Premio Campiello. Nel 2013 promuove il Primo Festival Internazionale di Poesia di Strada a Milano, raccogliendo esperienze nostrane ed internazionali che si richiamano alla poesia di strada. Nell'ambito del progetto "Cittadella nell'Arte", inaugura la serie di murales d'autore presso il polo archivistico Cittadella degli Archivi di Milano. È apparso in copertina per il numero 98 dell'inserto culturale del Corriere della Sera LaLettura, a cui è seguita una mostra collettiva presso la Triennale di Milano. Nel settembre 2017 collabora, con Renzo Piano e lo studio d'architettura Obr di Milano, alla realizzazione di "Piazza del Vento", a Genova. Collabora con la rivista di Fumetti Linus (periodico), con la redazione e l'agenda di Smemoranda dal 2009, alla trasmissione Jalla Jalla di Radio Popolare, con la trasmissione televisiva Che tempo che fa su Rai3, con la Facoltà di Architettura dell'Università di Ferrara, l'Istituto Europeo di Design di Roma e Milano, con il Dartmouth College di Hanover, New Hampshire, una delle università della Ivy League che raccoglie gli otto atenei più prestigiosi degli Stati Uniti.

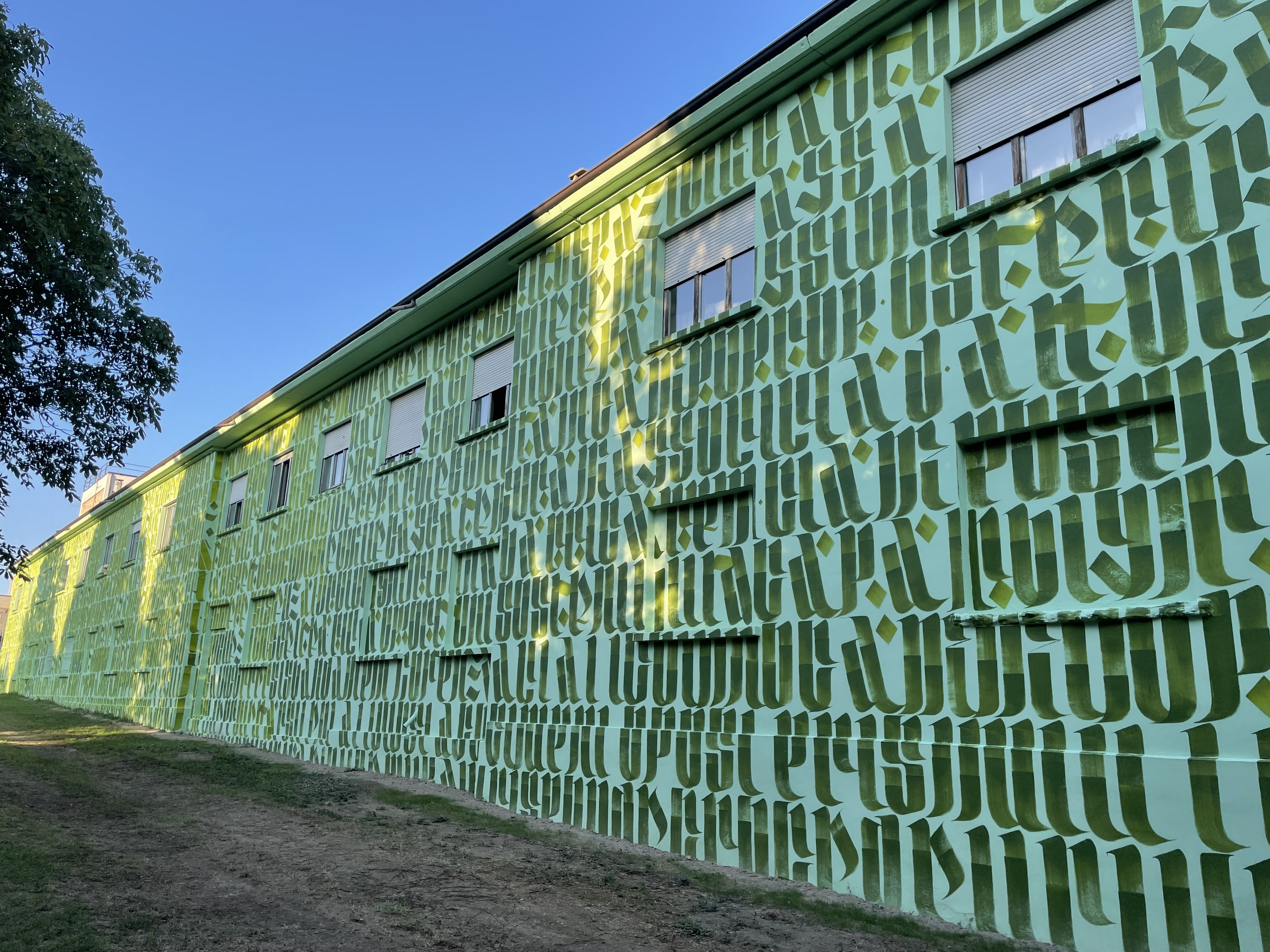
Chi getta semi al vento, Pavia, Horti Borromaici.

Nel maggio del 2020 dialoga con Emilio Isgrò, Stefano Boeri ed Odile Decq sulle pagine nazionali della LaLettura sul tema dell'arte pubblica e partecipata, durante le disposizioni di quarantena sanitaria per la COVID-19; confronto a cui seguirà un dialogo tra l'autore, Emilio Isgrò ed il critico d'arte Marco Bazzini, in diretta streaming sulle pagine del Corriere della Sera davanti ad un pubblico di oltre 45.000 persone. Nello stesso anno è direttore artistico e produttore di Festivart, Festival triennale di arte pubblica e partecipata a Lavagna, che raccoglie oltre 50 autori e 25mila presenze in tre anni. 

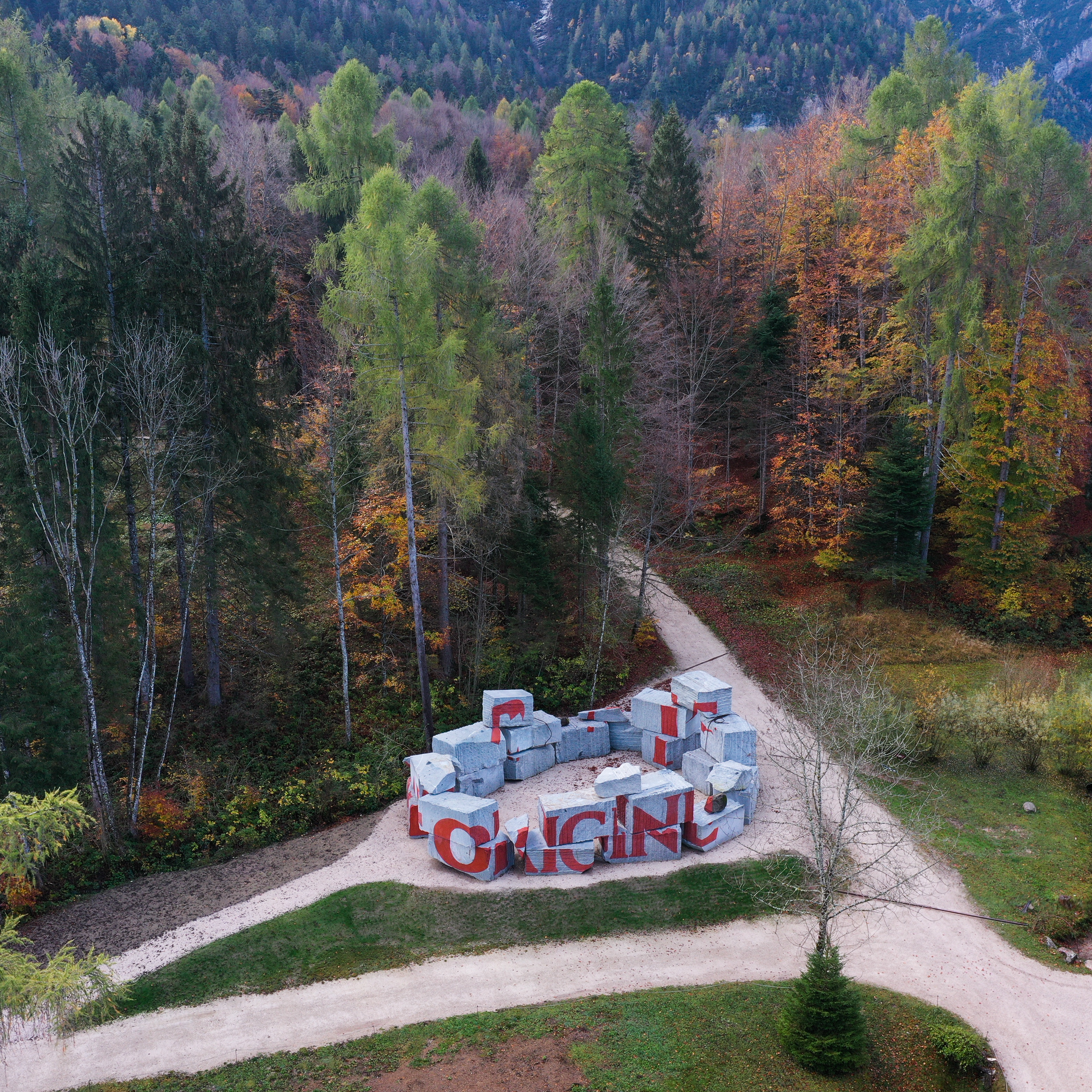
fonda.menti, presso l'area espositiva di Malga Costa ad Arte Sella, Val di Sella (TN), 2023

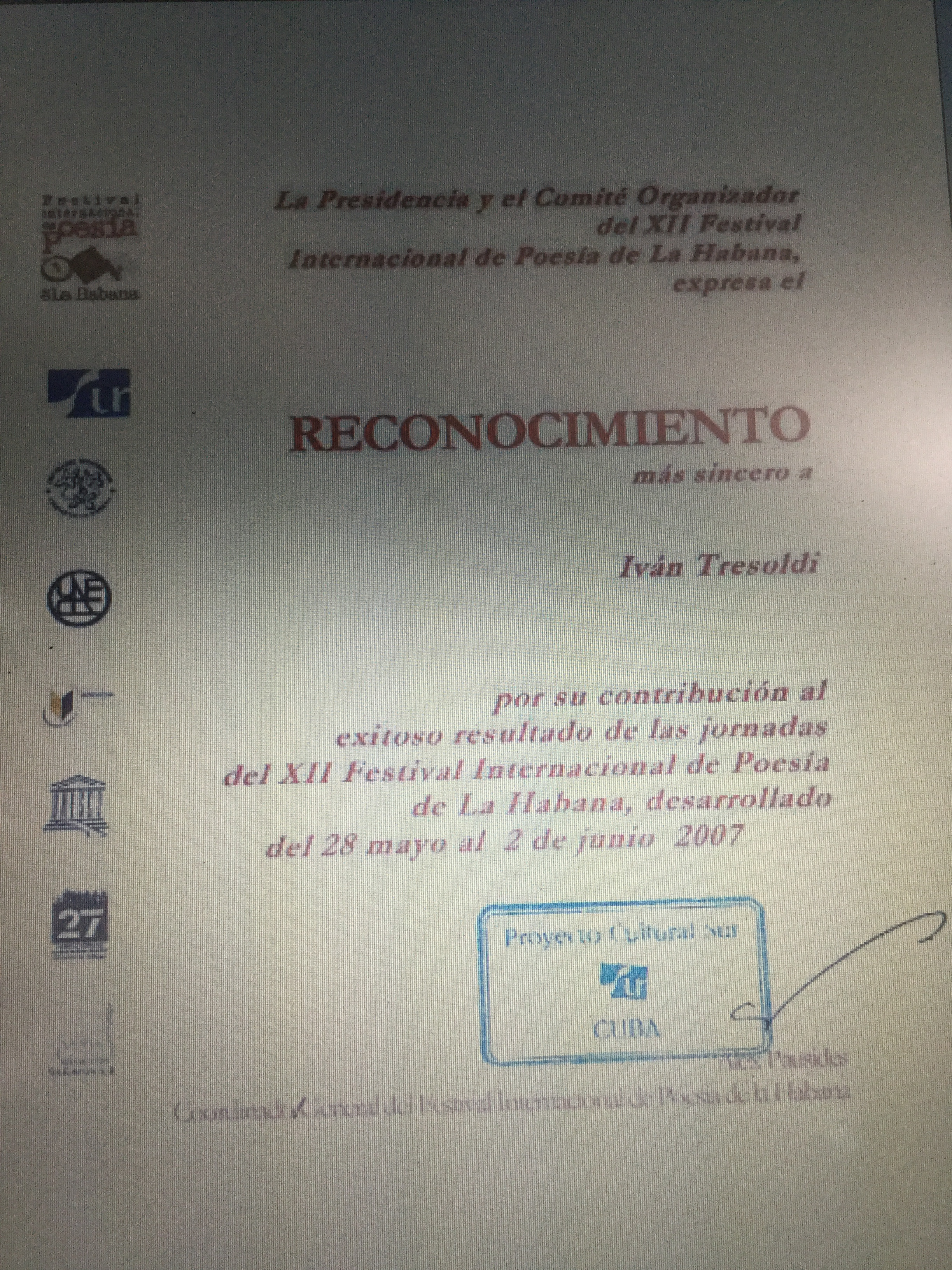
Attestato di partecipazione di ivan al XII Festival Internazionale di Poesia dell'Avana.

Nella notte del 6 Marzo 2021 dipinge in fucsia (colore simbolo della rete femminista, lgbt e antifascista Non Una Di Meno con cui collabora l'autore) l'unghia del dito medio dell'opera di Maurizio Cattelan "L.O.V.E" (nota come "Il Dito") situata a Milano in Piazza Degli Affari. L'opera è stata reintitolata intitolata "L.O.V.E. Assai". In seguito all'accaduto che trova ampio risalto tra i social e la stampa italiana ed internazionale, Cattelan dichiara “Il vandalismo quando è gratuito è violenza, ma se posso dare un dito a qualcuno per sensibilizzare su un tema importante come il rispetto delle donne mi dispiace allora che manchino le altre quattro”.
Nel 2022 inaugura e presenta il suo lavoro per il progetto "Horti", presso gli Horti Borromaici dell'Almo Collegio Borromeo di Pavia accanto ad autori come Arnaldo Pomodoro, David Tremlet, Marco Lodola. Nella primavera dello stesso anno, in collaborazione con Fondacion Pupi e Javier Zanetti, realizza tre opere pubbliche in sostegno della stessa Fondazione nel territorio di Buenos Aires e Lanus.
Nel 2023 inaugura e presenta fonda.menti, scultura monumentale composta da 30 blocchi in granito recuperati da precedenti estrazioni cavatorie e "riconsegnati alla montagna". Realizzata presso l'area di Malga Costa ad Arte Sella, museo internazionale di arte e natura, è posta accanto ad autori come Michelangelo Pistoletto, Enzo Mari, Bob Verschueren, Henrique Oliveira, Arne Quinze.  

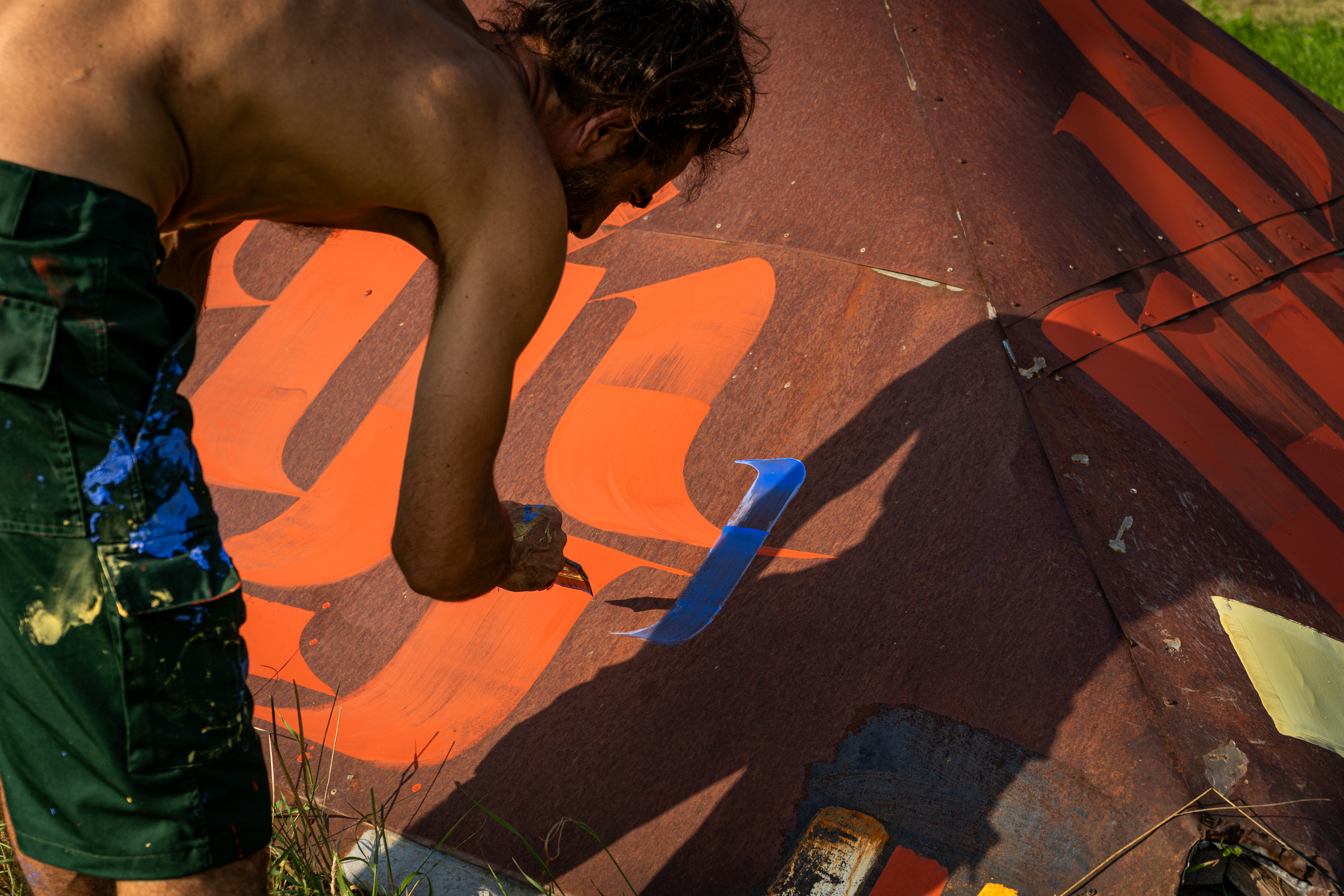
salta.tempo (P.Rime) ivan all'opera per il progetto Barch Art

Nel marzo 2024 è invitato dalla Fondazione Alfonso Gatto e dall'Università di Salerno, accanto ad Emilio Isgrò, a celebrare il giorno Internazionale dell Poesia. Nell'ottobre dello stesso anno, accanto a Paolo Kessisoglu, propone la 59° edizione dell'happening "La Grande Pagina Bianca", in Piazza del Duomo a Milano a supporto delle attività della ONLUS "Cè Da Fare" con la partecipazione di oltre 10mila persone e in contributo di personalità del mondo della cultura e dello spettacolo tra cui Manuel Agnelli, Michele Serra, Katia Follesa.  

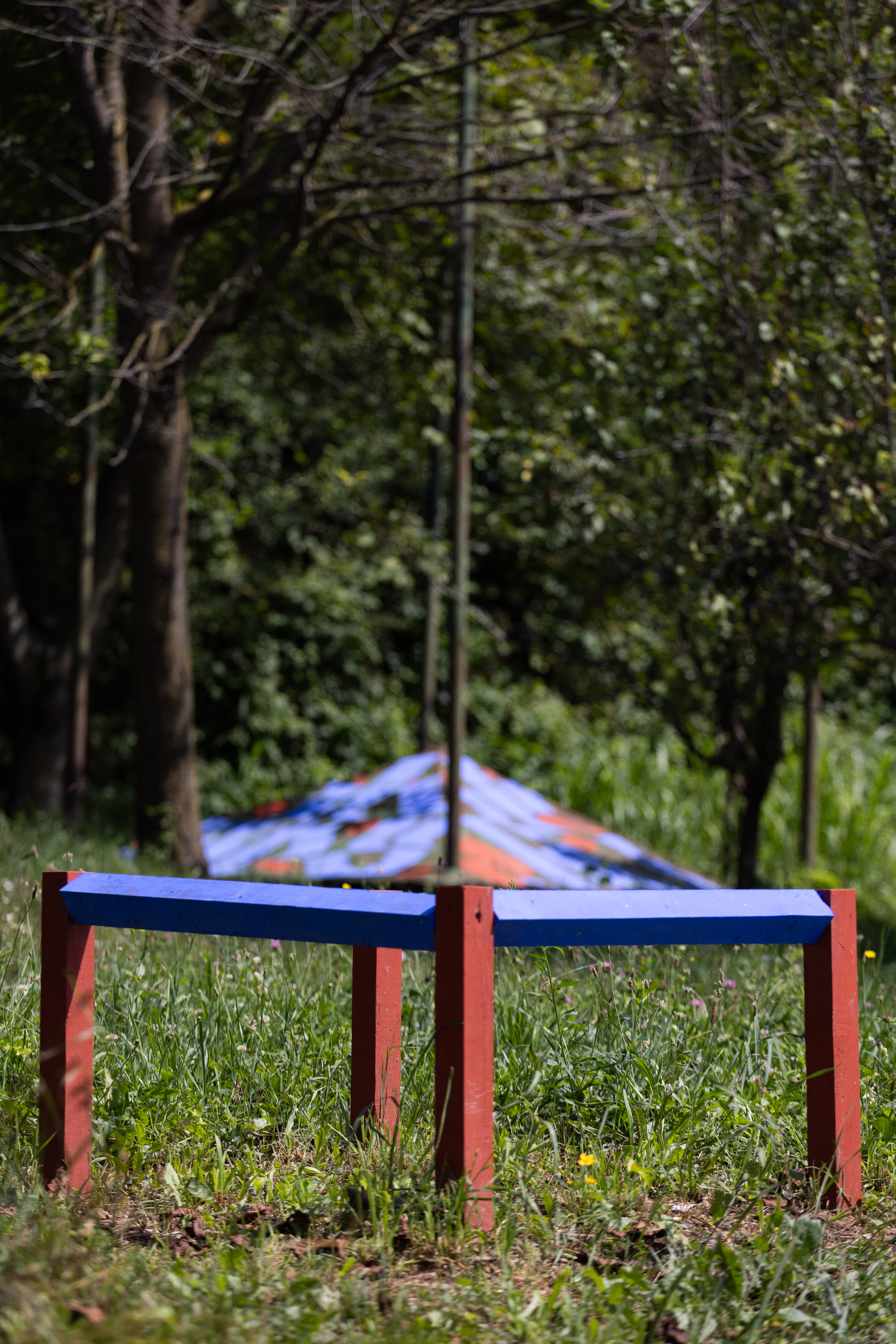
capo.volti (Capo.Giro) installazione all'interno del percorso artistico Barch Art

Il 23 novembre 2024 inaugura Barch Art, un progetto di Dolomiti Hub in collaborazione con Arte Sella, che recupera i barch della piana di Fonzaso (BL) e li trasforma in installazioni artistiche grazie alla sua visione. Queste strutture rurali tradizionali, composte da quattro pali verticali e un tetto in lamiera scorrevole, utilizzate un tempo per proteggere il fieno dalla pioggia, facevano parte della vita agricola locale e sono ormai in disuso. Il progetto le recupera, intrecciando memoria storica, arte e poesia, restituendo così nuova vita a queste testimonianze del passato. Barch Art promuove la rigenerazione sociale e culturale di una zona interna, valorizzando storie, tradizioni e legami tra passato e futuro rendendo visibile l'invisibile.
“L’arte non riproduce ciò che è visibile, ma rende visibile ciò che non sempre lo è” - Paul Klee

## Controversie
Diverse frasi e immagini del lavoro di Ivan sono state oggetto di interesse da parte di autori, protagonisti del mondo dello spettacolo, politici, pubblicità e pubblicazioni. L'autore ha spesso contestato l'uso non autorizzato dei suoi contenuti a scopo commerciale: tra questi Fabio Volo, il rapper Moreno, Marco Mengoni, l'artista pop Fedez. Collaborazioni riconosciute dall'autore sono invece con i rapper Caparezza, Frankie Hi-Nrg e Ghali e con i cantautori Tiziano Ferro, Luca Carboni, Eugenio Finardi, Petra Magoni, Eugenio Finardi, Roberto Vecchioni e Francesco Guccini, il calciatore Zlatan Ibrahimović. 

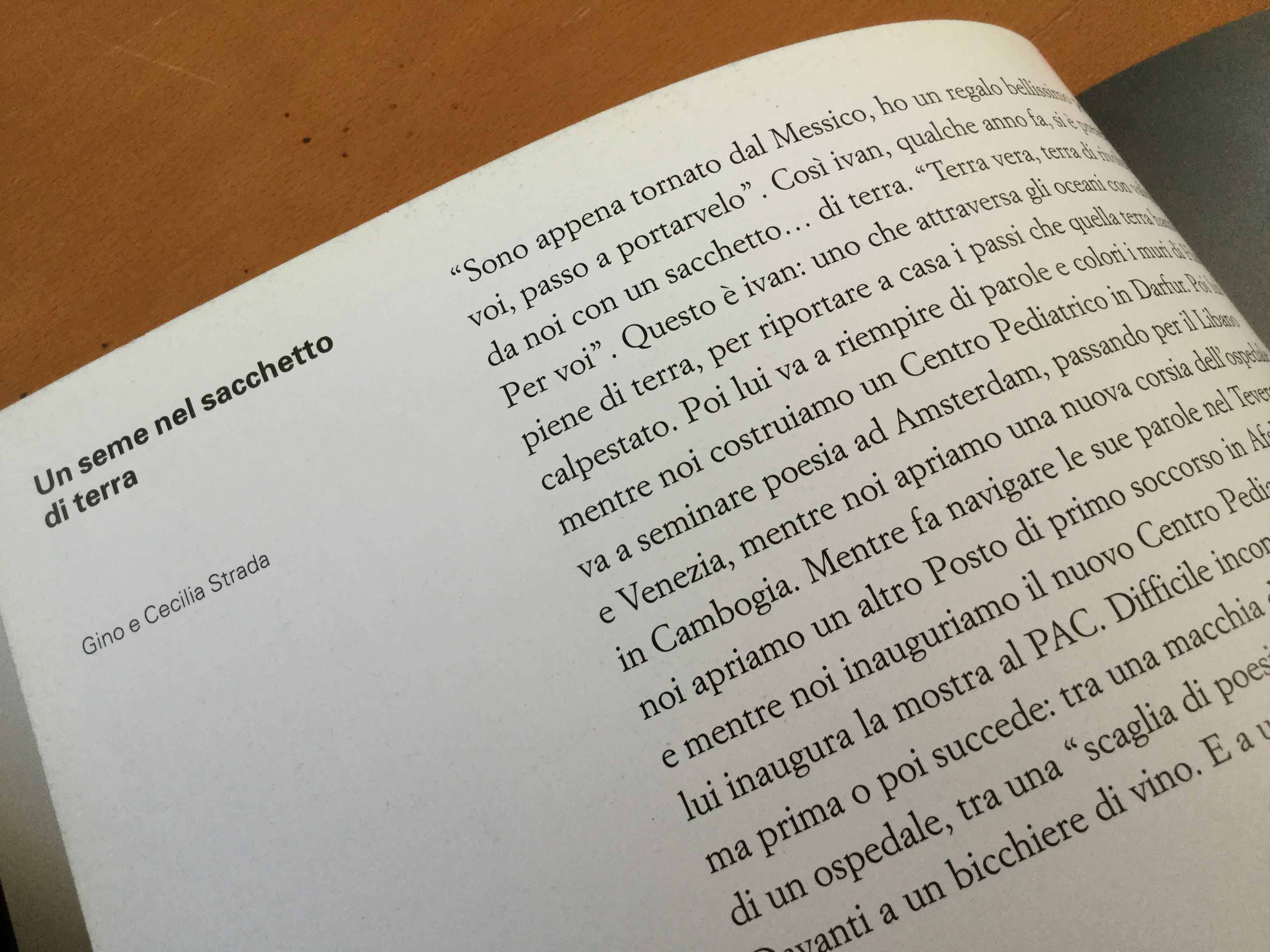
Introduzione di Gino e Cecilia Strada a "ivan. Poesia Viva" Ed. Skira - 2009

La frase "Il futuro non è più quello di una volta", che ha contribuito alla notorietà di Ivan, è stata proposta dall'artista come parte della propria produzione fin dal 2004, ma è anche attribuita a Paul Valéry (da Regards sur le monde actuel, 1931), poi ripresa anche dal poeta statunitense contemporaneo Mark Strand e da molti altri. Tale frase, negli anni, è stata firmata da Ivan su libri, muri e manifesti, ed è stata utilizzata anche nella produzione di articoli di merchandising (felpe e t-shirt). Tresoldi ne ha rivendicato la paternità in una intervista, affermando: "Non esiste proprietà di parola, per me il sapere si accresce solo se condiviso. Prima di Mark Strand, Paul Valéry, Hermann Abs o Karl Valentin probabilmente l'avrà detta qualcun altro, magari un contadino o un villano. Credo che il valore di una frase sia di chi la porta, non di chi l'ha scritta o la possiede, tutte le mie creazioni sono libere da diritto d'autore".
Tra le altre sue "scaglie" si possono ricordare: "una pagina bianca è una poesia nascosta", "ognuno merita il regime che sopporta", "il poeta sei tu che leggi", "ora il miglior passo da compiere è non muoversi", "il sapere non s'accresce se non condiviso", "chi getta semi al vento farà fiorire il cielo", "sognare non costa nulla, è svegliarsi che costa caro", "il sapere s'accresce solo se condiviso".
Nel settembre del 2018 è condannato dal Tribunale Penale di Milano alla pena di danneggiamento per una ventina di interventi sul territorio milanese tra il 2011 ed il 2014; pena sospesa in primo grado per il riconoscimento delle attenuanti generiche e poi commutata in una sanzione economica (ed al risarcimento delle parti tra cui il Comune di Milano costituito in sede civile). Un appello in sostegno all'autore viene firmato da diversi esponenti della cultura italiana tra cui Dario Fo, Moni Ovadia, Caparezza, Gino e Michele, i Punkreas, Frankie hi-nrg mc. Ivan Tresoldi ha dichiarato, interrogato nel processo, di aver sempre operato dopo avere «condiviso» il suo progetto con gli abitanti del posto e che non sempre è necessaria un’autorizzazione formale per certi interventi perché ne basterebbe «una verbale, ma conclamata, dei cittadini».